# Walter Zeller
Walter Zeller (Ebersberg, 11 de septiembre de 1927-4 de febrero de 1995) fue un piloto de motociclismo alemán, que compitió en el Campeonato del Mundo de Motociclismo entre 1953 hasta 1957.

## Biografía
Después de haber ganado el título de la Internationale Deutsche Motorradmeisterschaft en 1951, también ganó la cilindrada de 500cc en el Gran Premio de Alemania de Motociclismo de 1953 que tuvo lugar en el circuito Schottenring. Sin embargo, la carrera no era válida para el campeonato mundial.
En el Mundial, llegó a puntuar en siete Grandes Premios y se subió cinco veces en el podio. Su mejor posición fue el subcampeonato de 500cc de 1956 por detrás de John Surtees.
En 1956 terminó entre los 6 primeros en 4 de las 6 carreras programadas, alcanzando el segundo lugar final; al año siguiente aparece en la clasificación sólo en el Gran Premio de Alemania y Holanda, ganando dos terceros lugares y poniendo fin a su carrera profesional.

## Resultados
| Posición | 1 | 2 | 3 | 4 | 5 | 6 |
| Puntos   | 8 | 6 | 4 | 3 | 2 | 1 |

(carreras en cursiva indica vuelta rápida)
| Año  | Clase | Moto | 1       | 2       | 3     | 4       | 5       | 6       | 7      | 8     | Pts. | Pos. |
| ---- | ----- | ---- | ------- | ------- | ----- | ------- | ------- | ------- | ------ | ----- | ---- | ---- |
| 1953 | 500cc | BMW  | IOM Ret | NED 7   | GER - | ULS -   | SUI 8   | NAT Ret | ESP -  |       | 0    | -    |
| 1954 | 500cc | BMW  | FRA -   | IOM -   | ULS - | NED -   | GER Ret | SUI -   | NAT 13 | ESP - | 0    | -    |
| 1955 | 500cc | BMW  | ESP -   | FRA -   | IOM - | GER 2   | BEL DNQ | NED -   | ULS -  | NAT - | 6    | 10.º |
| 1956 | 500cc | BMW  | IOM 4   | NED 2   | BEL 2 | GER Ret | ULS Ret | NAT 6   |        |       | 16   | 2.º  |
| 1957 | 500cc | BMW  | GER 3   | IOM Ret | NED 3 | BEL Ret | ULS -   | NAT -   |        |       | 8    | 6.º  |